# Egentliga havsabborrfiskar
Egentliga havsabborrfiskar (Moronidae) är en familj i underordningen abborrlika fiskar (Percoidei). Familjen består av två släkten med tillsammans sex arter som förekommer i olika utbredningsområden.
De två arterna av släktet Dicentrarchus lever marint och förekommer i östra Atlanten från Norge och Island till Senegal samt vid Kanarieöarna i Medelhavet och i Svarta havet.
Alla fyra arter av släktet Morone lever i nordamerikanska floder som mynnar i Atlanten eller i Mexikanska golfen. Sportfiske på dessa fiskar är mycket populärt i USA.
Arterna når en kroppslängd mellan 45 centimeter och en meter.

## Släkten och arter
- Dicentrarchus  Gill, 1860.  2 arter
  - havsabborre (Dicentrarchus labrax)  (Linnaeus, 1758) 
  - fläckig havsabborre (Dicentrarchus punctatus)  (Bloch, 1792)

- Morone  Mitchill, 1814.  4 arter
  - vitabborre (Morone americana)  (Gmelin, 1789) 
  - vitbass (Morone chrysops)  (Rafinesque, 1820) 
  - Morone mississippiensis  Jordan & Eigenmann i Eigenmann, 1887 
  - strimmig havsabborre Morone saxatilis  (Walbaum, 1792)